# Sostituzione penale
Nella teologia cristiana, la sostituzione penale è una teoria dell'espiazione. Questa dottrina si sviluppò in particolare all'interno della tradizione riformata.

## Descrizione
Spiega che Cristo, scegliendo di sacrificare se stesso, è stato punito (da cui il termine "penale") al posto ("sostituzione") dei peccatori, soddisfacendo così le esigenze della giustizia, affinché Dio possa perdonare i peccati. Costituisce quindi una concezione specifica della teoria della sostituzione, in cui la natura sostitutiva della morte di Gesù viene interpretata come una punizione sostitutiva.
In seno del protestantesimo evangelico altre teorie sonno Christus victor e la teoria influenza morale.